# Rajsko (wzgórze w Katarzynkach)

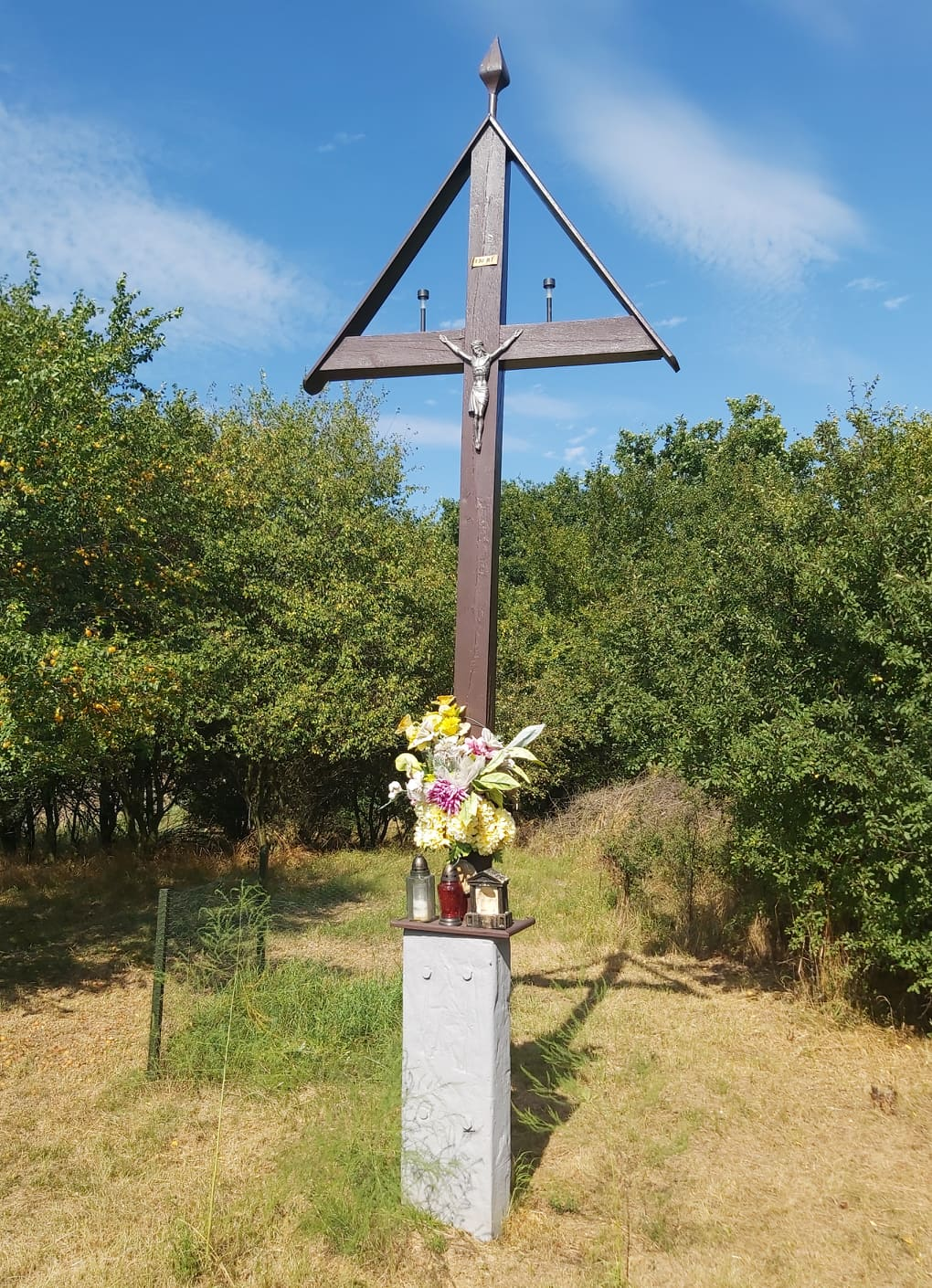
Rajsko w Katarzynkach – drewniany krzyż z pasyjką

Rajsko – wzniesienie znajdujące się w Katarzynkach w województwie wielkopolskim, w powiecie poznańskim, w gminie Swarzędz.

## Charakterystyka terenu
Do wzniesienia przylega teren jaru o głębokości dwudziestu metrów (znanego jako jar pod Uzarzewem), który został prawdopodobnie wyżłobiony przez topniejący lodowiec podczas ostatniego północnopolskiego zlodowacenia. W jego efekcie powstało wąskie jezioro rynnowe, którego pozostałościami są występujące tam mokradła. Obszar ma bogatą florę oraz faunę, a licznie występujące rośliny i zwierzęta są bardzo rzadkimi i zagrożonymi wyginięciem gatunkami, do których zaliczyć można między innymi padalce, żaby zielone, kumaki nizinne czy grzebiuszki ziemne.

## Historia
W okresie średniowiecza, na wzgórzu przy wschodniej krawędzi jaru znajdowało grodzisko stożkowe stanowiące siedzibę rycerską, a na zachodniej krawędzi drewniany kościół pod wezwaniem św. Katarzyny. Miejsce to określano jako „święta Katarzyna na Rajsku”, „kościółek w dębinie” bądź „Olenderki”. Historycznie wzniesienie słynęło z cudownych uzdrowień i było celem licznych pielgrzymek z uwagi na przypisywaną mu nadprzyrodzoną moc. W kościele znajdowała się bowiem rzeźba św. Katarzyny, a skierowanym do niej modlitwom przypisywano rozwiązanie różnych problemów przedstawianych w intencjach modlitewnych. W 1753 kościół rozebrano, a na jego miejscu postawiono kaplicę pod tym samym wezwaniem, która w 1840 została zlikwidowana. Na miejscu rozebranej kaplicy postawiono drewniany krzyż z pasyjką. 
W samym jarze stwierdzono radiację pochodzenia mineralnego i zakładano istnienie rud żelaza oraz gorących źródeł. 
Znane są także liczne historie wskazujące na występowanie na tym terenie zjawisk paranormalnych. Kierowcom wyładowywały się w samochodach akumulatory oraz gasły lub samoczynnie zapalały się światła, a piesi odczuwali zawroty głowy bądź dezorientację, niekiedy doznając również niewytłumaczalnych wizji oraz omamów.